# Casa del Sol

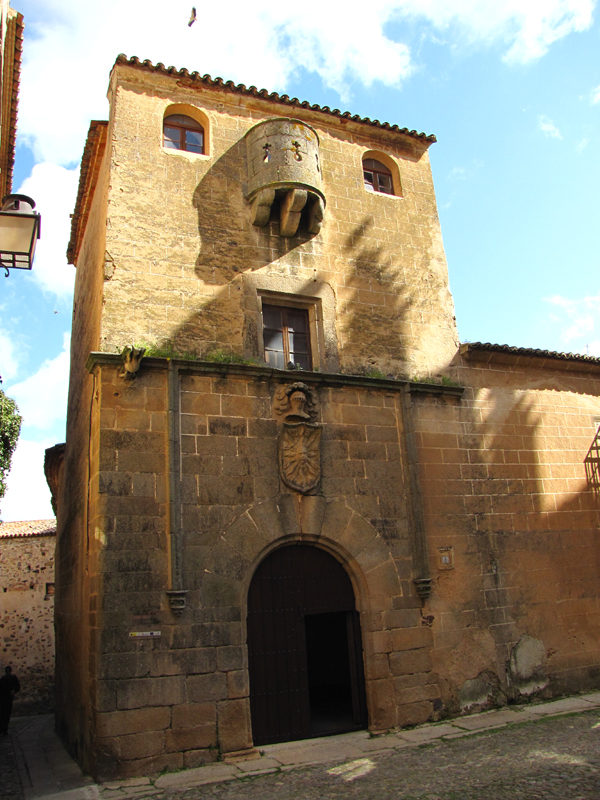
Casa del Sol.

La casa de los Solís, o del Sol, es una de las construcciones notables del recinto histórico de Cáceres en España.
Casa-fortaleza de estilo gótico, fue levantada en el siglo XV y reformada en el XVI. El elemento más significativo de la fachada es el escudo familiar, un sol con rostro humano del que parten 16 rayos, 8 de ellos mordidos por sendos dragantes o cabezas de serpiente, todo ello coronado por un yelmo. Un alfiz enmarca la puerta con arco de medio punto y dovelas, bajo el escudo. En la parte superior de la torre, continuación de la fachada, destaca un matacán semicircular con aspilleras en forma de cruz.
En la actualidad acoge un importante archivo con documentos sobre América y Filipinas, custodiado por los padres de la Preciosa Sangre.